# 英地卡尼
英地卡尼（商品名：Decabid）是一种含氮有机化合物，化学式C20H24N2O，可作为抗心律失常药，由礼来公司研发并销售，现已停产。